# Apil-kin
Apil-kin (𒀀𒉈𒄀 a-pil-gin6), je bil po padcu Akadskega kraljestva od okoli 2126 do 2091 pr. n. št. vladar Marija v severni Mezopotamiji. Po Seznamu dinastije šakkanakkujev je bil sin kralja Išgum-Aduja in vladal 35 let. Imel je sinova in naslednika Ili-Išarja in Tura-Dagana.
Naslavljal se je s šakkanakku (vojaški guverner), tako kot vsi vladarji iz dinastije, ki je v poznem 3. in zgodnjem 2. tisočletju pr. n. št. vladala v Mariju. Vladarji so bili potomci vojaških guvernerjev, ki so jih imenovali akadski kralji.
Bil je sodobnik Ur-Nammuja, ustanovitelja Tretje urske dinastije, in verjetno njegov vazal. Imel je hčerko Taram-Uram, ki je kot soproga kralja Šulgija vladala kot sumerska kraljica. V posvetilu je sama sebe naslavljala "Ur-Nammujeva snaha" in "hčerka Apil-kina, lugala (kralja) Marija", kar kaže, da je bil Apil-kin nadrejeni vladar, in na vojaško zavezništvo med Marijem in Urom.
Apil-kin se v nekaj napisih naslavlja z dannum (veliki) in naslov postavlja pred naslov šakkunakku (vojaški guverner). Takšno naslavljanje je v Mariju dokazano prvič, uvedel pa ga je Naram-Sin Akadski. Apil-kin in njegovi nasledniki so v naslavljanju in kraljevih napisih na splošno uporabljali akadski slog. Domneva se, da so šakkanakkuji od Apil-kina dalje dobili nekaj neodvisnosti in se začeli šteti za kralje.
Eden od Apil-kinovih napisov na bronasti plošči se glasi:
𒀀𒉈𒄀 𒁕𒈝 𒄊𒀴 𒈠𒌷𒆠 𒁶 𒊓𒄷𒌷
a-pil-kin, da-num Shakkanakku ma-ri ki, DIM sa-ḫu-ri

"Apil-kin, veliki šakkanakku, (sem) zgradil Sahuri"— Apil-kinov napis
Za Sahuri, ki ga je zgradil Apil-kin, se domneva,  da je bi ena od zgradb v Mariju.